# Сілвер-Крік (Міссісіпі)
Сілвер-Крік (англ. Silver Creek) — місто (англ. town) в США, в окрузі Лоуренс штату Міссісіпі. Населення — 175 осіб (2020).

## Географія
Сілвер-Крік розташований за координатами 31°36′17″ пн. ш. 90°0′8″ зх. д. / 31.60472° пн. ш. 90.00222° зх. д. (31.604792, -90.002316).  За даними Бюро перепису населення США в 2010 році місто мало площу 3,87 км², уся площа — суходіл.

## Демографія
Згідно з переписом 2010 року, у місті мешкало 210 осіб у 88 домогосподарствах у складі 55 родин. Густота населення становила 54 особи/км².  Було 104 помешкання (27/км²).
Расовий склад населення:
| - 68,6 % — білих - 28,6 % — чорних або афроамериканців - 0,5 % — азіатів - 1,0 % — осіб інших рас |

До двох чи більше рас належало 1,4 %. Частка іспаномовних становила 1,4 % від усіх жителів.
За віковим діапазоном населення розподілялося таким чином: 27,1 % — особи молодші 18 років, 52,4 % — особи у віці 18—64 років, 20,5 % — особи у віці 65 років та старші. Медіана віку мешканця становила 37,7 року. На 100 осіб жіночої статі у місті припадало 82,6 чоловіків;  на 100 жінок у віці від 18 років та старших — 86,6 чоловіків також старших 18 років.
Середній дохід на одне домашнє господарство  становив 37 436 доларів США (медіана — 20 625), а середній дохід на одну сім'ю — 44 427 доларів (медіана — 22 321). За межею бідності перебувало 26,2 % осіб, у тому числі 40,4 % дітей у віці до 18 років та 5,1 % осіб у віці 65 років та старших.
Цивільне працевлаштоване населення становило 66 осіб. Основні галузі зайнятості: освіта, охорона здоров'я та соціальна допомога — 40,9 %, виробництво — 22,7 %, роздрібна торгівля — 10,6 %, транспорт — 7,6 %.